# Каспри (Арецо)
Каспри је насеље у Италији у округу Арецо, региону Тоскана.
Према процени из 2011. у насељу је живело 57 становника. Насеље се налази на надморској висини од 548 м.